# 河原修平
河原 修平（かわはら しゅうへい、1915年 - 1974年8月2日）は、日本の画家。岡山県倉敷市出身。

## 人物
1915年、倉敷市土手町（現倉敷美観地区）の砂糖卸商に産まれる。小学校時代より竹久夢二に憧れ、金光中学校へ進んだ後から絵筆を握るようになった。卒業後は上京して川端画学校、太平洋美術学校にて修業。池袋モンパルナスに住み、三橋健や渡辺一郎と交流を持った。
倉敷に戻ってからは「倉敷素描絵画研究所」を開き、後続の育成にあたる。
晩年は坂田一男と親交を深めており、河原のアトリエ「皮腹堂」は坂田が命名したものである。命名の礼にと河原は知人が狩りで仕留めた狸を写生し、「タヌキ親父の坂田にタヌキ鍋を馳走しよう」と写生した絵『屍狸鶏観図』を贈ったという。
河原と坂田で弟子の育成にと「橙仄会」をつくるなどしていたが、1974年心不全により59歳で急死した。

## その他
河原は「倉敷の三変人」と呼ばれ、その奇行エピソードは枚挙に暇が無い。東光会に長く作品を出品していたが、1957年に『首』というタイトルの作品を出品し、東光会を退会している。会長だった森田茂は没後の追悼文で「功名の士はとかく誤解されやすい。奇行奇言は彼の芸術が高まると共に厄介な高踏性とみなされた」と記している。
また、倉敷素描絵画研究所に通っていた造形作家の長谷川勢津子は河原の奇人ぶりとそれに苦労する夫人の姿を見て、「どんなことがあろうとも絶対に画家とは結婚しない」と誓ったという。

## 主な作品
- 『屋根』- 第三十回太平洋画会入選
- 『へちまの小屋』- 第二回東光会展入選
- 『二人』- 第二回東光会展入選
- 『構図』- 第五回東光会展奨励賞受賞
- 『南国の夢』- 第五回東光会展奨励賞受賞
- 『田園町の初秋』- 第一回新文展入選
- 『立山遠望』- 第六回東光会展東光賞受賞